# Evelyn Williamson
Pour les articles homonymes, voir Williamson.
Evelyn Catherine Laura Williamson, née le 30 août 1978 à Hamilton est une triathlète professionnelle néo-zélandaise, championne de Nouvelle-Zélande en 1997.

## Palmarès
Le tableau présente les résultats les plus significatifs (podium) obtenus sur le circuit national et international de triathlon depuis 1997,.
| Année | Compétition                             | Pays             | Position           | Temps           |
| ----- | --------------------------------------- | ---------------- | ------------------ | --------------- |
| 2006  | Coupe d'Asie - l'étape de Jinzhou       | Chine            | Médaille d'or      | 2 h 8 min 36 s  |
| 2005  | Xterra Nouvelle-Zélande                 | Nouvelle-Zélande | Médaille d'argent  | Timing          |
| 2003  | Coupe d'Asie - l'étape de Macao         | Macao            | Médaille d'or      | 2 h 9 min 16 s  |
| 2002  | Coupe d'Asie - l'étape de Dali          | Chine            | Médaille d'or      | 2 h 5 min 16 s  |
| 2002  | Coupe d'Europe - l'étape de Genève      | Suisse           | Médaille d'argent  | 2 h 20 min 55 s |
| 2001  | Coupe d'Europe - l'étape de Zundert     | Pays-Bas         | Médaille d'argent  | 2 h 2 min 21 s  |
| 2001  | Coupe d'Asie - l'étape de Muju          | Corée du Sud     | Médaille d'or      | 1 h 58 min 8 s  |
| 2001  | Coupe panaméricaine - l'étape de Boston | États-Unis       | Médaille d'or      | 1 h 57 min 20 s |
| 1998  | Championnat du monde                    | Suisse           | Médaille de bronze | 2 h 8 min 12 s  |
| 1997  | Championnat de Nouvelle-Zélande         | Nouvelle-Zélande | Médaille d'or      | Timing          |